# 懷特伯里 (密西西比州)
懷特伯里（英語：Whitebury）是位於美國密西西比州朗茲縣的非建制地區。

## 地理
懷特伯里所處的海拔為高於海平面56米（即184英呎），而該地所採用的時區為UTC-6，即北美中部時區（CST）。同時該地設有夏令時間，為UTC-6調快一小時，即UTC-5（CDT）。